# Rajasthan
Rajasthan (hindi Țara Regilor) este un stat din nord-vestul Indiei, primul după suprafață dintre statele federale și comparabil după acest criteriu cu Germania. Se învecinează la nord-vest cu Pakistanul, iar la nord cu Punjab și cu Haryana, la est este mărginit de Uttar Pradesh, iar la sud de Madhya Pradesh și de Gujarat. Capitală și cel mai mare oraș este Jaipur. 

## Istorie

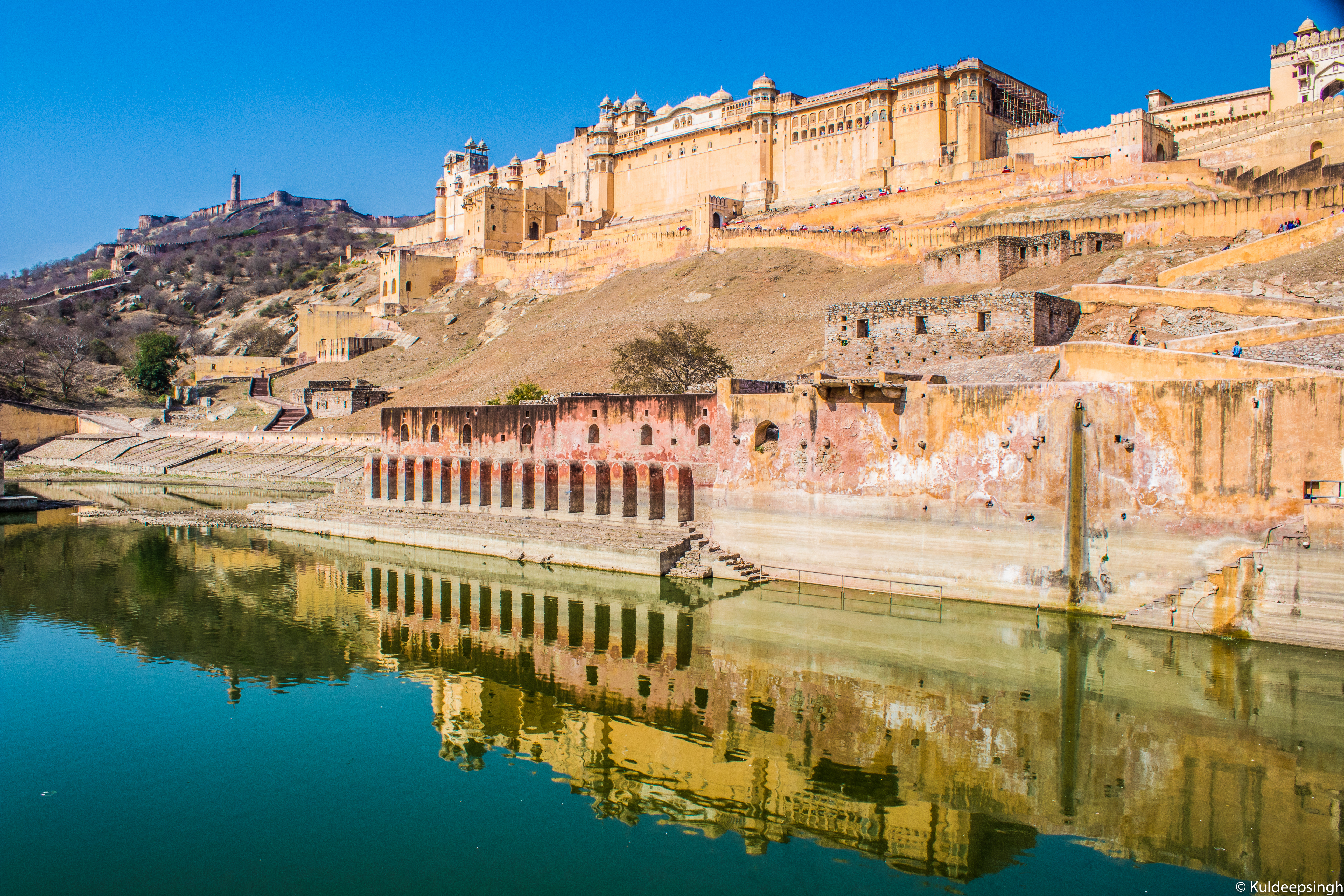
Cetatea Amber

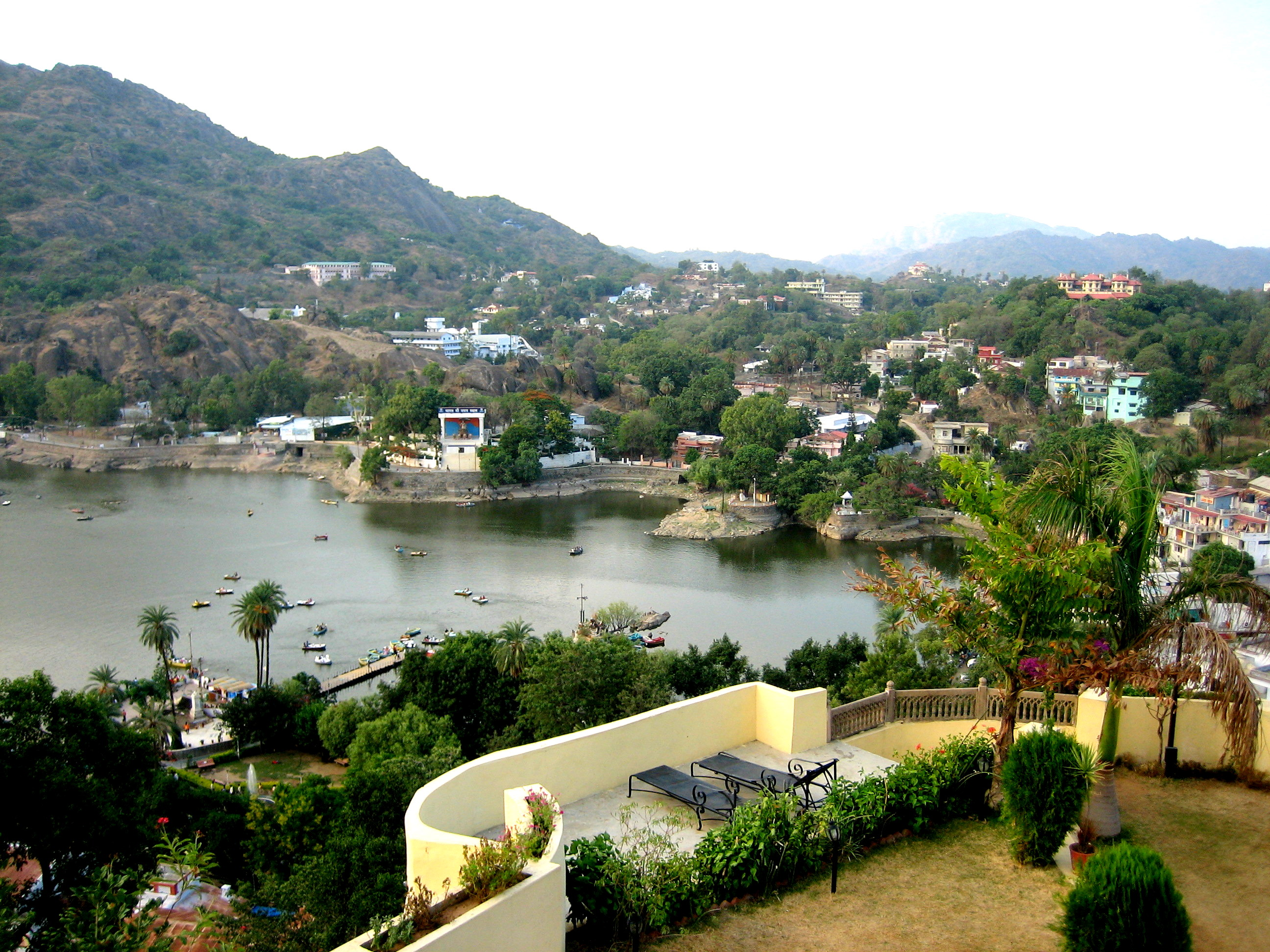
Muntele Abu

În trecut, aici se afla un ținut istoric — Rajputana —, pe teritoriul căruia au apărut 26 de mici state. Stăpânii lor erau numiți rajputani — adepți ai  hinduismului și dușmani ai cârmuitorilor musulmani moguli.
Colonizarea Indiei de Marea Britanie s-a desfășurat încetul cu încetul și într-un mod voalat. Procesul a debutat cu victoria împotriva conducătorului Bengalului, repurtată în 1757 la Palashi, în delta Gangelui. Guvernul de la Londra a acționat cu discreție. Abia un sfert de veac mai târziu, la Kolkata și-a făcut apariția un guvernator general britanic, ca reprezentant al puterii coloniale, care s-a comportat de altfel asemenea unui autocrat. Primea indicații numai de la reprezentanții politici ai autorităților britanice și de la directorii care gestionau Compania Indiilor de Răsărit, care și-a extins în scurt timp activitatea pe întregul subcontinent. Influența exercitată de coloniști a început să se facă tot mai puternic simțită în toate sferele vieții cotidiene. Din acest punct de vedere, Rajasthan a opus rezistență cu succes până la începutul secolului al XIX-lea. După moartea împăratului Aurangzeb, în anul 1707, statul islamic local al Marilor Moguli a devenit tot mai slab. Între timp, în loc să strângă rândurile împotriva invadatorilor, principii din Rajasthan și-au irosit forțele cu luptele fratricide. Într-un final, domeniile lor au fost jefuite de populația marathi care locuia pe teritoriile învecinate și care, în plus, i-a obligat pe învinși să plătească tribut. În această situație, britanicii și-au oferit ajutorul celor din Rajasthan: dușmanul a fost respins și și-a pierdut influența. În schimb, cei salvați au început să plătească tribut salvatorilor. Tranzacția a fost pecetluită prin semnarea unui tratat privind protejarea Rajasthanului  de către Marea Britanie, semnat de principii locali și lordul Hastings în anul 1818. Prin prevederile acestuia, principii își mențineau suveranitatea în cea ce privea afacerile interne. În consecință, legea adoptată ulterior în India, referitoare la interzicerea arderii rituale pe rug a văduvelor și la uciderea fetițelor nou-născute, nu a putut fi aplicată în Rajasthan. A trebuit să treacă mult timp pentru ca aceste prevederi să devină obligatorii și în acest stat indian.

## Geografie
Cea mai mare parte a statului este ocupată de deșertul Thar, care se întinde pe o suprafață de 250.000 km², de la munții Aravalli la est până la fluviul Indus, pe teritoriul Pakistanului

## Demografie
Cea mai mare parte a locuitorilor sunt hinduiști (88,49%). Limba oficială a statului este hindi, vorbită de 90,97% din populație. Vorbitorii limbii locale rajasthani sunt subsumați în recensămintele indiene vorbitorilor de hindi.
| Nume    | Populație |
| ------- | --------- |
| Jaipur  | 3,073,349 |
| Jodhpur | 1,138,300 |
| Kota    | 1,001,694 |